# Nordfriisk Instituut
El Instituto Norfrisón (en frisón septentrional: Nordfriisk Instituut; en alemán: Nordfriesisches Institut) es una institución dedicada al estudio y promoción de la cultura, historia y lengua frisona septentrional. Fundado en 1965, tiene su sede en la localidad alemana de Bredstedt, en Schleswig-Holstein. Está asociado a la Universidad de Flensburgo.